# 张杰 (1956年10月)
张杰（1956年10月16日—），出生于上海市，祖籍浙江新昌，联合国国际信息科学院院士，南京师范大学教授。

## 生平
1982年本科毕业于安徽师范大学外语系，1987年、1992年先后在中国社会科学院研究生院获硕士学位和博士学位。1987年起在南京师范大学任教，曾任南京师范大学外国语学院院长。现任南京师范大学外国语学院教授委员会主任、国际符号学研究所所长。

## 学术贡献
主要从事符号学研究、西方文学批评及其理论、俄罗斯文学研究工作。主持国家社会科学基金重大项目、重点项目等项目多项，发表论文100余篇，出版学术专著8部，编著或高校教材5部。获国家级教学成果二等奖和江苏省优秀教学成果奖一等奖各1项，获省部级科研奖励6次。

## 学术兼职
教育部外语专业教学指导委员会俄语分会委员，国际符号学学会副会长，中国语言与符号学研究会副会长，江苏省外国语言学会名誉会长，全国巴赫金研究会副会长，中国外国文学学会理事。

## 著作

### 专著
- 《复调小说理论研究》（1992年，漓江出版社）
- 《走向世界的探索》（1993年，漓江出版社）
- 《20世纪俄罗斯文学批评史》（2000年，译林出版社）
- 《结构文艺符号学》（2004年，外语教学与研究出版社）
- 《张杰文学选论》（2007年，复旦大学出版社）
- 《走向真理的探索——白银时代俄罗斯宗教文化批评理论研究》（2012年，北京大学出版社）
- 《20世纪俄苏文学批评理论史》（2017年，北京大学出版社）
- 《文学符号王国的探索：方法与批评 张杰文集》（2021年，北京大学出版社）

### 编著
- 《巴赫金集》（主编）（1998年，上海远东出版社）
- 《20世纪影响世界的百部西方名著提要》（第二主编）（2000年，漓江出版社）
- 《当代符号学译丛》（5本）（第一主编）（2012年，四川教育出版社）
- 《国际化背景下的外语教学与研究》（第一主编）（2012年，外语教学与研究出版社）
- 《当代符号学前沿译丛》（第一主编）（2014年－2015年，译林出版社）